# Qaḑā' Juraynah
Qaḑā' Juraynah är en kommun i Jordanien.   Den ligger i guvernementet Madaba, i den centrala delen av landet, 27 km sydväst om huvudstaden Amman.